# Љевкушка
Љевкушка (слч. Levkuška) насељено је мјесто са административним статусом сеоске општине (слч. obec) у округу Ревуца, у Банскобистричком крају, Словачка Република.

## Становништво
| Година:    | 1994. | 2004.   | 2014.   | 2024.   |
| ---------- | ----- | ------- | ------- | ------- |
| Број људи: | 252   | 229     | 236     | 252     |
| Разлика:   |       | -9,12 % | +3,05 % | +6,77 % |

| Година:    | 2023. | 2024.   |
| ---------- | ----- | ------- |
| Број људи: | 245   | 252     |
| Разлика:   |       | +2,85 % |

Према подацима о броју становника из 2011. године насеље је имало 251 становника.